# Ron Friest
Ron Friest (Kanada, Ontario, Windsor, 1958. november 4. –) profi jégkorongozó.

## Karrier
Junior karrierjét az OMJHL-ban kezdte 1976-ban. Játszott a Niagara Falls Flyersben és a Windsor Spitfiresben. Az OMJHL után az IHL-es Flint Generalshoz került egy idényre majd az EHL-es Baltimore Clippers és a Oklahoma City Stars következett. 1980–1981-ben a Oklahoma City Stars jól játszott így a Minnesota North Stars felhívta őt az National Hockey League-be négy mérkőzésre amin egy gólt ütött. A következő szezont a Nashville South Starsnál kezdte de a Minnesota North Stars ismét felhívta őt tíz mérkőzésre. Az 1982–1983-as szezonban a Minnesota North Stars játszott. 1983-ban vonult vissza.